# Orthos
Orthos eller Orthros var i grekisk mytologi en tvåhövdad hund som vaktade jätten Geryons boskapshjordar på dennes ö.
Vidundret Orthos, som var bror till den trehövdade hunden Kerberos och barn till jätten Tyfon och Echidna, dödades av Herakles tillsammans med Geryon.